# Museo Casa de Juárez de Chihuahua
La Casa de Juárez, conocida a partir de 2000 como el Museo de la Lealtad Republicana - Casa de Juárez es un edificio que data del siglo XIX localizado en el Centro Histórico de la ciudad de Chihuahua, Chihuahua. Es conocido por haber albergado el gobierno republicano constitucional de Benito Juárez durante su estancia en Chihuahua perseguido por las fuerzas de la Segunda Intervención Francesa en México que apoyaban al Segundo Imperio Mexicano, siendo durante este periodo de facto el Palacio Nacional de México.

## Historia
En el año de 1826 el gobierno del recién establecido estado de Chihuahua adquirió el edificio propiedad de José Antonio Pérez Ruiz para establecer en la sede de los poderes estatales que hasta ese momento funcionaban en el edificio del Ayuntamiento, fue sede del Gobierno del Estado hasta 1892 en que se terminó la construcción del actual Palacio de Gobierno de Chihuahua.
El 12 de octubre de 1864 arribó a Chihuahua el presidente Benito Juárez a la cabeza del gobierno republicano que se refugiaba hacia el norte del país huyendo de las tropas francesas, estableciendo la administración republicana en el edificio sede de los poderes del estado, así mismo se instaló en el mismo la casa habitación para Juárez y sus ministros. Benito Juárez y su gobierno permanecieron en el edificio del 12 de octubre de 1864 al 5 de agosto de 1865, del 20 de noviembre al 5 de diciembre del mismo año y del 7 de junio al 10 de diciembre de 1866 cuando derrotado el Segundo Imperio Mexicano el gobierno liberal retornó definitivamente al centro del país. El edificio continuó como sede del gobierno estatal hasta que en 1892 se inauguró su nuevo palacio, siendo habilitado a partir de entonces como escuela pública, primeramente la Escuela Municipal N.º 3 para niñas, la Escuela Oficial N.º 140 y finalmente la Escuela Benito Juárez, como se denominó entre 1926 y 1967 en que fue cerrada.
Este último año el gobierno de Práxedes Ginér Durán cedió el edificio a la Sociedad Chihuahuense de Estudios Históricos para su conservación y sede, y en 1972 al conmemorarse el centenario de la muerte de Benito Juárez fue convertido en el Museo Casa de Juárez. Muchas piezas de interés histórico se habían perdido, sin embargo se realizó una restauración que culminó en 2000 en que el museo fue renombrado como Museo de la Lealtad Republicana.